# Estación de Campanario
Campanario es un apeadero ferroviario situado en el municipio español de Campanario en la provincia de Badajoz, comunidad autónoma de Extremadura. Dispone de servicios de Media Distancia operados por Renfe.

## Situación ferroviaria
Las instalaciones se encuentran en el punto kilométrico 374,8 de la línea de ferrocarril de ancho ibérico Ciudad Real-Badajoz, a 370 metros de altitud.

## Historia
La estación fue inaugurada el 17 de marzo de 1866 con la apertura del tramo Castuera-Magacela de la línea que buscaba unir Ciudad Real con Badajoz. La Compañía de los Caminos de Hierro de Ciudad Real a Badajoz fue la impulsora de la línea y su gestora hasta el 8 de abril de 1880 fecha en la cual fue absorbida por MZA. En 1941, la nacionalización del ferrocarril en España supuso la desaparición de MZA y su integración en la recién creada RENFE. 
Desde el 31 de diciembre de 2004 Renfe Operadora explota la línea mientras que Adif es la titular de las instalaciones ferroviarias.

## Servicios ferroviarios

### Media Distancia
Los trenes de Media Distancia operados por Renfe tienen como principales destinos Alcázar de San Juan, Ciudad Real, Puertollano, Mérida y Badajoz.
| Línea MD | Trenes          | Origen/Destino                              |  | Destino/Origen |
| -------- | --------------- | ------------------------------------------- |  | -------------- |
|          | Regional Exprés | Puertollano                                 |  | Mérida Badajoz |
|          | Regional Exprés | Cabeza del Buey                             |  | Mérida Badajoz |
|          | MD              | Alcázar de San Juan Ciudad Real Puertollano |  | Mérida Badajoz |